# Sveriges damlandslag i volleyboll
Sveriges damlandslag i volleyboll har funnits sedan år 1964. Laget organiseras av Svenska volleybollförbundet.
Första matchen spelades i Malmö den 3 maj samma år, och förlorades med 0–3 mot Danmark. Laget har haft internationellt begränsade framgångar genom åren. Det deltog i tre EM under de första två årtiondena efter att landslaget bildats. Det kom dock sist i två av dem och var bland de sista lagen i det tredje av dessa mästerskap. Efter EM 1983 deltog laget i ett stort antal kval för mästerskapet utan att kvalificera sig. Det har vunnit det nordiska mästerskapet flera gånger och nådde en  tredje plats vid Spring Cup i Tjeckien i maj 2006. Under (20)00-talet skedde en satsning mot OS 2008, dock utan att laget lyckades kvalificera sig.
Under slutet av 2010-talet och början av 2020-talet gjorde laget betydande framsteg. Laget deltog i EM 2021 (det första EM-deltagandet på 38 år) och nådde där sitt främsta resultat hittills internationellt genom att gå till kvartsfinal. Det har också vunnit European Silver League 2018 och 2022 samt kommit tvåa i CEV Golden League 2023 och FIVB Challenger Cup 2023. Under 2024 vann de CEV Golden League 2024, där de även under turneringen blev klara för 2025 Women's World Championship i Thailand.
En viktig orsak till framgångarna är lagets stora stjärna, Isabelle Haak, som räknas som en av världens bästa volleybollspelare.  Under 2024 var italienaren Giulio Bregoli förbundskapten och under året vann laget sin första lite större turnering, European Golden League 2024. Bregoli fortsatte inte efter säsongen utan i februari 2025 tog Lorenzo Micelli över som ny förbundskapten. På ungdomssidan finns DU19-landslaget och FU17-landslaget.

## Mesta landslagsspelare (t.o.m. 2019)[44]
1. Eva Hansen-Hoszek - 178 landskamper
2. Yvonne Olauson Orvemo - 171 landskamper
3. Birgitta Axelsson - 166 landskamper
4. Susanne Granelli - 140 landskamper
5. Sofia Molin - 137 landskamper
6. Britt Borg - 137 landskamper
7. Anna Vorwerk - 131 landskamper
8. Anna Bergström - 103 landskamper
9. Charlotte Wiig - 97 landskamper
10. Maria Wahlström - 96 landskamper
11. Caroline Stenbom Johansson - 95 landskamper
12. Eva Borg - 90 landskamper
13. Annika VigrenGertrud BjörkmanLaura Wessberg - 85 landskamper
14. Åsa Gustavsson - 84 landskamper
15. Katrin Vink - 83 landskamper
16. Malin Eriksson GallardoKarin Magnusson - 82 landskamper
17. Dewi SurjadiMargareta Hjelmqvist - 81 landskamper
18. Annika GranströmMaria Josjö - 78 landskamper
19. Malin Steen - 77 landskamper
20. Jeanette JonssonMonique Conradsen - 76 landskamper
21. Christina LagerqvistSiv Degerman - 75 landskamper
22. Gisela Andersson - 72 landskamper
23. Christina Cederlöf - 71 landskamper
24. Malin Sandler - 70 landskamper
25. Anna RönnbäckKarin Blechingberg - 66 landskamper
26. Ann Persson - 64 landskamper
27. Maria ArnborgInga-Maj Carlsson - 63 landskamper
28. Jonna Wasserfaller - 61 landskamper
29. Karin GrafströmLinnéa Arbman - 60 landskamper

Listan omfattar spelare med minst 60 landskamper

## Bruttotrupp
Spelare med position samt klubblag i bruttotruppen som togs ut i april 2025..

- Elin Andersson, spiker, Lunds VK
- Emmy Andersson, libero, Linköpings VC
- Linda Andersson, center, MÁV Előre SC
- Tyra Areskoug, passare, Vallentuna VBK
- Elin Arnerdal, center, Linköpings VC
- Filippa Brink, libero, Lunds VK
- Ulrika Blomgren, libero, Sollentuna VK
- Emmy Gustafsson, passare, Hylte/Halmstad VBK
- Hilda Gustafsson, passare, Vandœuvre Nancy Volley-Ball
- Anna Haak, spiker, LOVB Austin
- Isabelle Haak, spiker, Imoco Volley
- Anna Harlin, passare, Vallentuna VBK
- Hanna Hellvig, spiker, RC Cannes
- Gun Hindgren, center, NLZ Volleyball Academy
- Klara Julevik, libero, Hylte/Halmstad VBK
- Elin Larsson, spiker, Portland Pilots
- Alexandra Lazic, spiker, UYBA Volley
- Kirsten van Leusen, center, VC Zwolle
- Paulina Lindberg, spiker, Kuusamon Pallo-Karhut
- Cecilia Malm, spiker, Charleroi Volley
- Erica Muhizi, center, Lunds VK
- Julia Nilsson, center, Neptunes de Nantes
- Saga Nilsson, spiker, Gislaveds VBK
- Elsa Nordin Ottosson, libero, RIG Falköping / Solna VBK
- Sabrina Phinizy, spiker, Örebro VBS
- Sonja Rundcrantz, passare, RIG Falköping / Solna VBK
- Ella Sandberg, passare, Engelholms VS
- Maya Tabron, spiker, San Diego Mojo
- Nina Tolstoy Krantz, center, Sollentuna VK
- Ebba Welander, spiker, RIG Falköping / Kronan VBK
- Kerstin Wolf-Watz, spiker, Örebro VBS

## Tränarstab
Tränarstaben består av förbundskapten Lorenzo Micelli, team manager Samantha Sylva-Arvidson, assisterande tränarna Gabor Toth och Bart Janssen, scout Matteo Marongiu, fystränare Pablo Griboff och fysioterapeuterna Nina Enocsson och Giuseppe Pigliacampo.

### Fotnoter
1. 1 2 3 4 5 6 7 8 9 10 11 12 13 14 15 16 17 18 19  ”Resultater Nordisk Mesterskap kvinner” (på norska). Norges Volleyballforbund. https://archive.is/20120525164206/http://www.volleyball.no/Volleyball/Sider/NVBF0311ResultaterNordiskMesterskapkvinner.aspx#selection-1479.12-1479.38. Läst 21 mars 2023.
2. ↑  ”1967 Senior European Championships” (på engelska). Confédération Européenne de Volleyball. https://www-old.cev.eu/Competition-Area/competition.aspx?ID=299&PID=622. Läst 26 februari 2023.
3. ↑  ”1971 Senior European Championships” (på engelska). Confédération Européenne de Volleyball. https://www-old.cev.eu/Competition-Area/competition.aspx?ID=300&PID=623. Läst 26 februari 2023.
4. ↑  ”#SVBF60år - del 7: Damlandslagets bragd 1983”. Svenska Volleybollförbundet. https://www.volleyboll.se/forbundet/nyheter/nyheter-forbundet/2021-08-24-svbf60ar---del-7-damlandslagets-bragd-1983. Läst 13 november 2023.
5. ↑  ”1982/1983 Senior European Championships” (på engelska). Confédération Européenne de Volleyball. https://www-old.cev.eu/Competition-Area/competition.aspx?ID=305&PID=629. Läst 26 februari 2023.
6. 1 2 3 4 5 6 7 8 9 10 11  Veronika Čuňočková. ”Projekt športovej akcie nadregionálneho významu” (på tjeckiska). https://is.muni.cz/th/d1vbk/Cunockova_DP.pdf. Läst 12 november 2023.
7. 1 2 3 4 5 6 7 8 9 10 11 12 13  ”CEV:s databas”. https://www-old.cev.eu/Competition-Area/CompetitionTeamDetails.aspx?TeamID=11858.
8. ↑  ”HISTORY” (på engelska). Fédération Luxembourgeoise de Volleyball. https://novotelcup.lu/home/history. Läst 12 november 2023.
9. ↑  ”2017 CEV Volleyball European League - Women” (på engelska). Confédération Européenne de Volleyball. https://www-old.cev.eu/Competition-Area/competition.aspx?ID=989&PID=-2. Läst 24 juni 2024.
10. ↑  ”2018 CEV Volleyball European Silver League - Women” (på engelska). Confédération Européenne de Volleyball. https://www-old.cev.eu/Competition-Area/competition.aspx?ID=1092&PID=-2. Läst 26 februari 2023.
11. ↑  ”2019 CEV Volleyball European Golden League - Women” (på engelska). Confédération Européenne de Volleyball. https://www-old.cev.eu/Competition-Area/competition.aspx?ID=1152&PID=-2. Läst 11 maj 2023.
12. ↑  ”CEV EuroVolley 2021  -  Women” (på engelska). Confédération Européenne de Volleyball. https://www-old.cev.eu/Competition-Area/competition.aspx?ID=1248&PID=-2. Läst 16 april 2022.
13. ↑  ”European Silver League 2022  -  Women” (på engelska). Confédération Européenne de Volleyball. https://www.cev.eu/national-team/european-league/european-silver-league/women/#final-match. Läst 2 juli 2022.
14. ↑  ”European League” (på engelska). Confédération Européenne de Volleyball. https://www.cev.eu/national-team/european-league/2023/european-golden-league/women. Läst 10 juli 2023.
15. ↑  volleyballworld.com. ”Volleyball Challenger Cup 2023 - Women's standings” (på engelska). https://en.volleyballworld.com/volleyball/competitions/challenger-cup-2023/standings/women/#round-f. Läst 31 januari 2024.
16. ↑  ”Women  -  EuroVolley” (på engelska). Confédération Européenne de Volleyball. https://eurovolley.cev.eu/en/2023/women/#final-standing. Läst 10 september 2023.
17. ↑  ”2024 Volleyball European Golden League  -  Women” (på engelska). Confédération Européenne de Volleyball. https://www.cev.eu/national-team/european-leagues/european-golden-league/women/2024/. Läst 16 juni 2024.
18. ↑  volleyballworld.com. ”Volleyball Challenger Cup 2024 - Women's standings” (på engelska). https://en.volleyballworld.com/volleyball/competitions/challenger-cup/standings/women/. Läst 3 januari 2025.
19. 1 2  David Ottosson. ”Volleybollens etablering i Sverige” (på engelska). https://vdocuments.mx/download/volleybollens-etablering-i-sverige-2016-06-07-1-stockholms-universitet-historiska.html. Läst 5 november 2023.
20. 1 2 3 4  Volleynytt.net. ”Ny svensk landslagstrener” (på norska). https://volleynytt.net/2015/12/21/ny-svensk-landslagstrener/. Läst 28 mars 2023.
21. 1 2 3 4  Anders Flink. ”Ismo förbundskapten – för tredje gången”. Hallandsposten. https://www.hallandsposten.se/sport/volleyboll/ismo-f%C3%B6rbundskapten-f%C3%B6r-tredje-g%C3%A5ngen-1.373912. Läst 28 mars 2023.
22. ↑  ”Damerna får två kaptener”. Svenska Volleybollförbundet. 1 april 1992. https://www.dn.se/arkiv/sport/damerna-far-tva-kaptener/. Läst 26 november 2023.
23. ↑  ”Dr Lorne Sawula” (på engelska). Alberta Sports Hall of Fame and Museum. https://www.youtube.com/watch?v=Zm2imRjU3PI. Läst 4 november 2023.
24. ↑  ”Jeanette Jonsson”. Linkedin. https://www.linkedin.com/in/jeanette-jonsson-225206159/details/experience/. Läst 4 november 2023.
25. ↑  ”Trio tar över damlandslaget i volley”. Sveriges Television. 12 mars 2007. https://www.svt.se/nyheter/lokalt/orebro/trio-tar-over-damlandslaget-i-volley. Läst 29 mars 2023.
26. ↑  ”EVS-tränare ny förbundskapten”. Sveriges Radio. 13 februari 2008. https://sverigesradio.se/artikel/1891575. Läst 29 mars 2023.
27. 1 2  ”Guillermo Gallardo ny förbundskapten för svenska volleybolldamerna”. Sveriges Radio. 11 januari 2017. https://sverigesradio.se/artikel/6606203. Läst 29 mars 2023.
28. 1 2  Anders Wiklund (20 juni 2018). ”Gallardo lämnar landslaget av familjeskäl”. TTELA. https://www.ttela.se/sport/nyheter-fr%C3%A5n-sportv%C3%A4rlden/gallardo-l%C3%A4mnar-landslaget-av-familjesk%C3%A4l-1.6677839. Läst 29 mars 2023.
29. ↑  ”Volleyboll: Guidetti har fullföljt sitt uppdrag med landslaget”. Svenska Volleybollförbundet. 6 december 2021. Arkiverad från originalet den 29 maj 2022. https://web.archive.org/web/20220529055106/https://www.volleyboll.se/Svenskvolleyboll/Nyheter/volleybollguidettiharfullfoljtsittuppdragmedlandslaget/. Läst 29 mars 2023.
30. ↑  ”Damlandslaget: Här är Sveriges nya förbundskapten”. Svenska Volleybollförbundet. Arkiverad 9 juni 2022. https://web.archive.org/web/20220609120030/https://www.volleyboll.se/volleyboll/Nyheter/damlandslagethararsverigesnyaforbundskapten. Läst 5 mars 2023.
31. ↑  ”Lauri Hakala kliver av förbundskaptensposten”. Svenska Volleybollförbundet. https://volleyboll.se/volleyboll/nyheter/landslag-volleyboll/2023-11-01-lauri-hakala-kliver-av-forbundskaptensposten. Läst 1 november 2023.
32. ↑  ”Giulio Cesare Bregoli ny förbundskapten för Sveriges volleybolldamer”. Svenska Volleybollförbundet. https://www.volleyboll.se/volleyboll/nyheter/landslag-volleyboll/2024-01-08-giulio-cesare-bregoli-ny-forbundskapten-for-sveriges-volleybolldamer. Läst 8 januari 2024.
33. ↑  ”Lorenzo Micelli ny förbundskapten för damlandslaget”. Svenska Volleybollförbundet. https://www.volleyboll.se/volleyboll/nyheter/landslag-volleyboll/2025-02-20-lorenzo-micelli-ny-forbundskapten-for-damlandslaget. Läst 20 februari 2025.
34. ↑  Senaste tillfället då någon kontrollerade att de inmatade tabelluppgifterna stämmer. Uppgifter kan ha matats in senare utan att kontrolleras av någon annan
35. ↑  Gustafsson, Stig. Bollsportens först och störst. Forum
36. ↑  ”Offensiv satsning på damerna”. Svenska Dagbladet. 11 april 2002. https://www.svd.se/a/f7828ad9-29b0-3c1a-aa43-6c65678a8c25/offensiv-satsning-pa-damerna. Läst 4 november 2023.
37. ↑  ”Klart för European Golden League”. Svenska Volleybollförbundet. 2 juli 2022. Arkiverad från originalet den 14 augusti 2022. https://web.archive.org/web/20220814122550/https://www.volleyboll.se/volleyboll/Volleybollandslagen/Nyheter/klartforeuropeangoldenleague/. Läst 2 juli 2022.
38. ↑  ”Volleyboll: Sverige klart för Golden League – krossade Portugal”. SVT Sport. 2 juli 2022. https://www.svt.se/sport/volleyboll/sverige-klart-for-golden-league-krossade-portugal. Läst 2 juli 2022.
39. ↑  ”Sverige klara för Golden League”. Sveriges Radio, Radiosporten. 2 juli 2022. https://sverigesradio.se/artikel/sverige-klara-for-golden-league. Läst 2 juli 2022.
40. ↑  ”Sveriges volleybolldamer historiska - klara för VM 2025”. volleyboll.se. https://volleyboll.se/volleyboll/nyheter/landslag-volleyboll/2024-08-31-sveriges-volleybolldamer-historiska---klara-for-vm-2025. Läst 23 juli 2025.
41. ↑  ”Stjärnsyskonen vill skapa svensk volleybollfeber”. Aftonbladet. 12 augusti 2021. https://www.aftonbladet.se/sportbladet/a/z70O61/stjarnsyskonen-vill-skapa-svensk-volleybollfeber. Läst 5 mars 2023.
42. ↑  ”"Bella", 21, är volleybollens egen Zlatan”. Idrottens Affärer. 5 maj 2021. https://idrottensaffarer.se/namn/2021/05/bella-21-ar-volleyns-egen-zlatan. Läst 5 mars 2023.
43. ↑  ”Lorenzo Micelli blir ny förbundskapten”. Sveriges Television. 20 februari 2025. https://www.svt.se/sport/volleyboll/lorenzo-micelli-blir-ny-forbundskapten. Läst 20 februari 2025.
44. ↑  Svensk volleyboll. ”Personlig A-landskampsstatistik, damer”. Arkiverad från originalet den 20 september 2021. https://web.archive.org/web/20210920212825/https://www.volleyboll.se/volleyboll/Volleybollandslagen/Dam/Historik/Personstatistik/. Läst 20 september 2021.
45. 1 2  ”Stor bruttotrupp kallad inför mäktiga damlandslagssäsongen”. Svenska volleybollförbundet. 15 april 2025. https://www.volleyboll.se/volleyboll/nyheter/landslag-volleyboll/2025-04-15-stor-bruttotrupp-kallad-infor-maktiga-damlandslagssasongen. Läst 22 maj 2025.